# Revelles
Revelles település Franciaországban, Somme megyében. Lakosainak száma 518 fő (2022. január 1.). Revelles Clairy-Saulchoix, Creuse, Fluy, Fresnoy-au-Val, Namps-Maisnil, Pissy és Quevauvillers községekkel határos.

## Népesség
A település népessége az elmúlt években az alábbi módon változott:
| Lakosok száma | 542  | 534  | 530  | 515  | 504  | 497  | 493  | 505  | 518  |
|               | 2013 | 2015 | 2016 | 2017 | 2018 | 2019 | 2020 | 2021 | 2022 |